# بیلو پادشاه
بیلو پادشاه (به هندی: Billoo Badshah) فیلمی هندی محصول سال ۱۹۸۹ و به کارگردانی سیسیر میشرا است. در این فیلم بازیگرانی همچون گوویندا، نیلم کوتهاری، آنیتا راج، قادرخان، شاتورگان سینها، روهینی هاتانگادی، هریش پتل و گلشن گروور ایفای نقش کرده‌اند.